# Snuten i varuhuset
Snuten i varuhuset är en amerikansk kriminalkomedifilm från 2009, regisserad av Steve Carr med Kevin James i huvudrollen. Filmen hade världspremiär 6 januari 2009 och Sverigepreiär den 20 juni 2009. 
Större delar av filmen spelades in i köpcentrumet Burlington Mall i Burlington, Massachusetts.
En uppföljare till filmen, Snuten i varuhuset 2, hade världspremiär den 17 april 2015.

## Medverkande
- Kevin James - Paul Blart
- Jayma Mays - Amy Anderson
- Keir O'Donnell - Veck Simms
- Bobby Cannavale - Befälhavare James Kent
- Adam Ferrara - Sergeant Howard
- Erick Avari - Vijay
- Shirley Knight - Margaret Blart
- Raini Rodriguez - Maya Blart
- Allen Covert - Säkerhetsvakt
- Bas Rutten - Instruktör
- Gary Valentine - Karaokesångare